# Người Canada gốc Anh
Người Canada gốc Anh (tiếng Anh: English Canadians, tiếng Pháp: Canadiens anglais hay Canadiennes anglaises), hoặc Người Canada gốc Anglo (tiếng Anh: Anglo-Canadians, tiếng Pháp: Anglo-Canadiens), đề cập đến người Canada có nguồn gốc và hậu duệ từ sắc tộc Anh hoặc những người Canada nói tiếng Anh hoặc nói Anh thoại thuộc bất kỳ nguồn gốc sắc tộc nào; nó được sử dụng chủ yếu trái ngược với người Canada gốc Pháp. Canada là một quốc gia song ngữ chính thức, với các cộng đồng ngôn ngữ chính thức là tiếng Anh và tiếng Pháp.

## Dân số
Theo dữ liệu điều tra dân số quốc gia năm 2011 của Thống kê Canada, có 18.858.975 người Canada nói tiếng Anh bản địa, chiếm 57% tổng dân số 33.121.175 của Canada vào thời điểm đó.